# エリエサ・バズナ

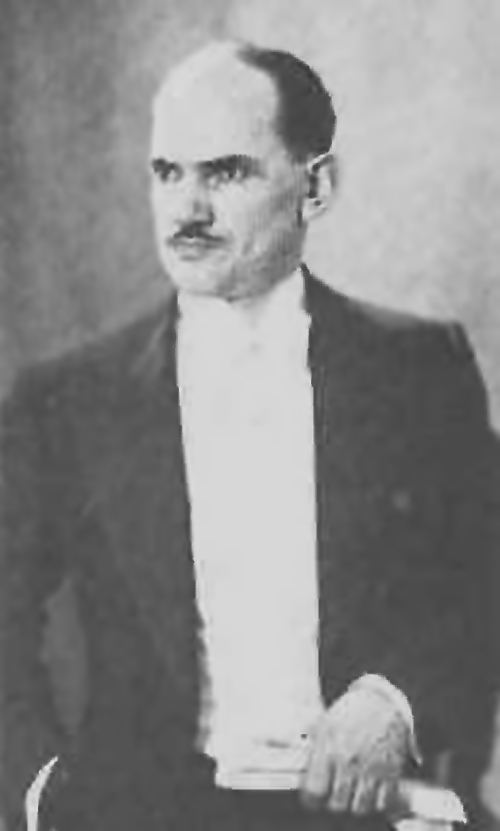
Elyesa Bazna

エリエザ・バズナ（Elyesa Bazna、アルバニア語表記: Iliaz Bazda、1904年7月28日 - 1970年12月21日）は、第二次世界大戦中にドイツのためにスパイ行為を働いたアルバニア人である。金銭を得る目的でトルコのアンカラ駐在のドイツの外交官、ルートヴィヒ・カール・モイツィシュにイギリスの情報を売った。
ドイツ側からはキケロ（Cicero. トルコ語では「チチェロ」、英語では「シセロ」と発音）というコードネームで呼ばれ、第一級の情報提供者として認識されていた。しかしイギリス側は彼のスパイ行為を把握しており、ドイツ側に欺瞞情報を流す窓口として利用していた。

## 経歴
バズナは当時オスマン帝国の領土であったコソボのプリシュティナでアルバニア人の両親のもとに生まれた。1919年にイギリス軍の軍需品を盗み、さらに父親がイギリス人に殺害されたため、イギリスに憎悪を抱くようになった。刑期を終えたあとトルコのイスタンブールに移り自動車修理などをしていたが、第二次世界大戦が始まるころにはアメリカ駐在武官、ユーゴスラヴィア大使、ドイツの一等書記官アルベルト・イエンケ（Albert Jenke ナチス政権の外相ヨアヒム・フォン・リッベントロップの妹婿）等の外交官の召使いとして働くようになった。しかしいずれも長続きせず、イエンケはバズナが手紙を盗み読んだとして解雇している。
1942年からはアンカラ駐在のイギリス大使、ヒュー・ナッチブル＝ヒューゲッセンの執事となった。1943年10月21日に機密書類の写真をとり、ドイツ公使となっていたイエンケに近づき最初の56の文書の対価として20,000ポンドの要求を行った。その後も機密書類を撮ったフィルムを売り続け、ドイツからキケロとよばれるスパイとなった。ドイツは情報の代価を、「ベルンハルト作戦」として製作していた偽造外国紙幣で支払った。しかし、「キケロ」のスパイ行為はイギリス側も把握しており、「ジェール作戦」や「ボディーガード作戦」といった対独欺瞞作戦に利用された。バズナは総額30万ポンドにおよぶ代金を受け取った後、イスタンブールから消えた。
第二次世界大戦後、イスタンブールに戻り土建会社をはじめるが、銀行で偽札を使用したことで逮捕された。1950年にドイツの元アンカラ大使館員、ルートヴィヒ・カール・モイツィシュが『キケロ作戦』という著書で、スパイ活動を明らかにし、1952年『五本の指（5 Fingers）』（アメリカ）、2021年『わが名はキケロ　ナチス最悪のスパイ』（トルコ）という映画に脚色された。1962年にバズナは名乗り出て、ドイツ人作家に『わが名はキケロ』という本を書かせた。西ドイツ政府に、偽造紙幣をつかませたことに対する補償を求める裁判を起こすが、却下された。バズナはミュンヘンで貧困のなかで没した。

## 著書
- エリザ・バスナ『わが名はキケロ』香山清訳（『世界ノンフィクション全集 42』筑摩書房、1963年、所収）

## 参考
- 児島襄『第二次世界大戦 ヒトラーの戦い』（文春文庫）第6巻
- 松谷浩尚 『イスタンブールを愛した人々』　中公新書